# Distretto di Sétif
Il distretto di Sétif è un distretto della provincia di Sétif, in Algeria.

## Comuni
Il distretto di Sétif comprende 1 comune:
- Sétif